# أروى بنت المقوم بن عبد المطلب
أَرْوَى بِنْتُ الْمُقَوِّمِ بْنِ عَبْدِ الْمُطَّلِبِ بْنِ هَاشِمِ بْنِ عَبْدِ مَنَافٍ صحابية، وابنة عم النبي محمد، وأمها قلابة بنت عمرو بن جعونة. ذكرها ابن سعد في المبايعات في تسمية بنات عمومة رسول الله، وقال بأنها كانت زوجةً  لأبو مسروح وهو الحارث بن يعمر بن حيان فولدت له عبد الله بن أبي مسروح، وذكرها ابن حجر العسقلاني في كتابه «الإصابة في تمييز الصحابة»، وقال: «ابنة عم رسول اللَّه ﷺ. كانت زوج ابن عمها أبي سفيان بن الحارث. ذكرها الزّبير، وذكر أنها ولدت بنات».

## طالع أيضًا
- قائمة الصحابيات
- عبد المطلب بن هاشم
- المقوم بن عبد المطلب